# Villa Nueva, Honduras
Villa Nueva är en ort i Honduras.   Den ligger i departementet Departamento de Francisco Morazán, i den sydvästra delen av landet, 10 km sydost om huvudstaden Tegucigalpa. Villa Nueva ligger 1 358 meter över havet och antalet invånare är 2 295.
Terrängen runt Villa Nueva är kuperad. Runt Villa Nueva är det ganska glesbefolkat, med 23 invånare per kvadratkilometer. Närmaste större samhälle är Tegucigalpa, 9,6 km nordväst om Villa Nueva. 